# Ipcress, danger immédiat
Pour plus de détails, voir Fiche technique et Distribution.
Ipcress, danger immédiat (The Ipcress File) est un film d'espionnage britannique réalisé par Sidney J. Furie, sorti en 1965. 
Il s'agit de l’adaptation du roman homonyme de Len Deighton, paru en 1962. Michael Caine y incarne l'espion Harry Palmer, rôle qu'il reprendra dans quatre autres adaptations : les films Mes funérailles à Berlin (1966) et Un cerveau d'un milliard de dollars (1967), et les téléfilms Bullet to Beijing (1995) et Midnight in Saint Petersburg (1996), diffusés sur Showtime.

## Synopsis
À Londres, Harry Palmer, un agent du contre-espionnage, doit en découdre avec sa propre bureaucratie, tandis qu'il enquête sur l'enlèvement et le lavage de cerveau de scientifiques britanniques.

## Fiche technique
- Titre original : The Ipcress File
- Titre français : Ipcress, danger immédiat
- Réalisation : Sidney J. Furie
- Scénario : Bill Canaway et James Doran, d'après le roman éponyme de Len Deighton (1962)
- Musique : John Barry
- Direction artistique : Ken Adam
- Décors : Peter Murton
- Photographie : Otto Heller
- Montage : Peter R. Hunt
- Production : Harry Saltzman ; Charles D. Kasher (producteur délégué) et Ronald Kinnoch (producteur associé)
- Société de production : Lowndes Productions
- Société de distribution : The Rank Organisation
- Pays de production :  Royaume-Uni
- Langues originales : anglais et albanais
- Format : couleur (Technicolor) - 2,35:1 - Mono
- Genre : espionnage, thriller
- Durée : 109 minutes
- Dates de sortie[1] :
  - Royaume-Uni : 18 mars 1965 (première mondiale à Londres), 28 mars 1965[2] (sortie nationale)
  - États-Unis : 2 août 1965
  - France : 20 octobre 1965
- Affiche : Raymond Elseviers (Belgique)

## Distribution
- Michael Caine (V.F. : Dominique Paturel) : Harry Palmer
- Nigel Green (V.F. : Jean-Henri Chambois) : Commandant Dalby (Major Dalby en V.O.)
- Guy Doleman (V.F. : Gabriel Cattand) : Colonel H.L. Ross
- Sue Lloyd (V.F. : Nelly Benedetti) : Jean Courtney
- Gordon Jackson (V.F. : Pierre Gay) : Jack Carswell (Jock Carswell en V.O.)
- Aubrey Richards (V.F. : Fernand Fabre) : Pr. Radcliffe
- Frank Gatliff (V.F. : Louis Arbessier) : Eric Ashley Grantby dit « Bluejay »
- Thomas Baptiste (V.F. : Jean-Pierre Duclos) : Barney, l'agent de la CIA surveillant Palmer
- Oliver MacGreevy : Kramer dit « Housemartin »
- Freda Bamford (V.F. : Paule Emanuele) : Alice, secrétaire de Dalby
- Pauline Winter (V.F. : Lita Recio) : Mme Norman, la femme de ménage
- Anthony Blackshaw : Edwards
- Barry Raymond : Gray
- David Glover (V.F. : Daniel Crouet) : Chilcott-Oakes
- Stanley Meadows (V.F. : Marcel Bozzuffi) : l'inspecteur Pat Keightley de Scotland Yard
- Peter Ashmore (V.F. : Teddy Bilis) : Sir Robert, un membre de la conférence scientifique
- Michael Murray (V.F. : Michel Gatineau) : l'inspecteur du RAID
- Anthony Baird : le sergent du RAID
- Tony Caunter : l'agent de la CIA avec les lunettes à la bibliothèque
- Charles Rea (V.F. : Claude Bertrand) : Taylor, l'agent assassiné dans la gare
- Ric Hutton : l'agent des archives de Scotland Yard
- Douglas Blackwell : Murray, l'armurier
- Glynn Edwards : le sergent au poste de police
- Richard Burrell : l'opérateur de la prison
- Zsolt Vadaszffy : le docteur de la prison
- Josef Behrmann : un gardien de la prison
- Max Faulkner : un gardien de la prison
- Paul S. Chapman : un gardien de la prison
- Howell Evans : le premier agent à la planque au début du film

## Accueil
Box-office
- États-Unis : 3 000 000 $ (rentals, 1965)[3]  • 42 900 000 $ (inflation, 2012)[4]
- France : 941 633 entrées[5]

## Distinctions

### Sélection
- Festival de Cannes 1965 : sélection officielle, en compétition

### Récompenses
- Baftas 1966 : Meilleur film britannique, meilleure photographie pour un film en couleurs pour Otto Heller, meilleure direction artistique pour un film en couleurs pour Ken Adam
- Prix Edgar-Allan-Poe 1966 du meilleur film étranger
- Laurel Awards 1966 : Révélation de l'année (Sleeper of the Year)

### Nominations
- Baftas 1966 : nomination comme meilleur acteur pour Michael Caine, et meilleur scénario pour Bill Canaway et James Doran
- Directors Guild of America Awards 1966 : nomination comme meilleur réalisateur pour Sidney J. Furie